# Jacob Baart de la Faille

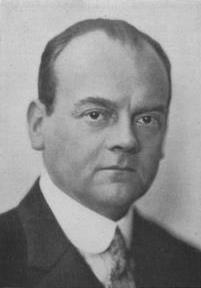
Jacob Baart de la Faille

Jacob Baart de la Faille (ur. 1 czerwca 1886 w Leeuwarden, zm. 7 sierpnia 1959 w Heemstede) – holenderski prawnik, badacz twórczości Vincenta van Gogha.

## Biografia i działalność
Jacob Baart de la Faille studiował prawo na uniwersytecie w Utrechcie, na którym w 1913 doktoryzował się. Nie podjął jednak działalności prawniczej, zainteresował się natomiast sztuką współczesną i etnografią. Po przeczytaniu w 1917 artykułu Hermana F. E. Vissera Over de literatuur over Van Gogh postanowił zająć się twórczością van Gogha. W 1928 roku zakończył pracę nad pierwszym kompletnym, 4-tomowym katalogiem (tzw. catalogue raisonné) dzieł van Gogha L’Oeuvre de Vincent van Gogh. Catalogue Raisonné. W katalogu tym zostały zamieszczone także, uznane przez autora za autentyczne, trzydzieści trzy płótna sfałszowane przez Otto Wackera. Innym catalogue raisonee jest katalog opracowany przez Jana Hulskera z Muzeum Van Gogha. Katalog de la Faille'a prezentuje najpierw obrazy, po nich rysunki i akwarele, podczas gdy katalog Hulskera łączy wszystkie prace razem i przedstawia je chronologicznie.
W 1930 de la Faille wydał suplement do katalogu z 1928, Les Faux Van Gogh. Sam katalog zaktualizował, poprawił i wznowił w 1939 pt. Vincent van Gogh. Prace nad twórczością van Gogha przerwała śmierć de la Faille w 1959. Jego katalog kilkakrotnie aktualizowano i wznawiano: w 1970 jako The Works of Vincent van Gogh. His Paintings and Drawings i w 1992 jako Vincent van Gogh: the Complete Works on Paper: Catalogue Raisonné.